# Peucedanum sieberianum
Peucedanum sieberianum är en flockblommig växtart som beskrevs av Otto Wilhelm Sonder. Peucedanum sieberianum ingår i släktet siljor, och familjen flockblommiga växter. Inga underarter finns listade i Catalogue of Life.